# Zwochau
Zwochau ist eine Ortschaft der Gemeinde Wiedemar im Landkreis Nordsachsen, Freistaat Sachsen.

## Geografie und Verkehr

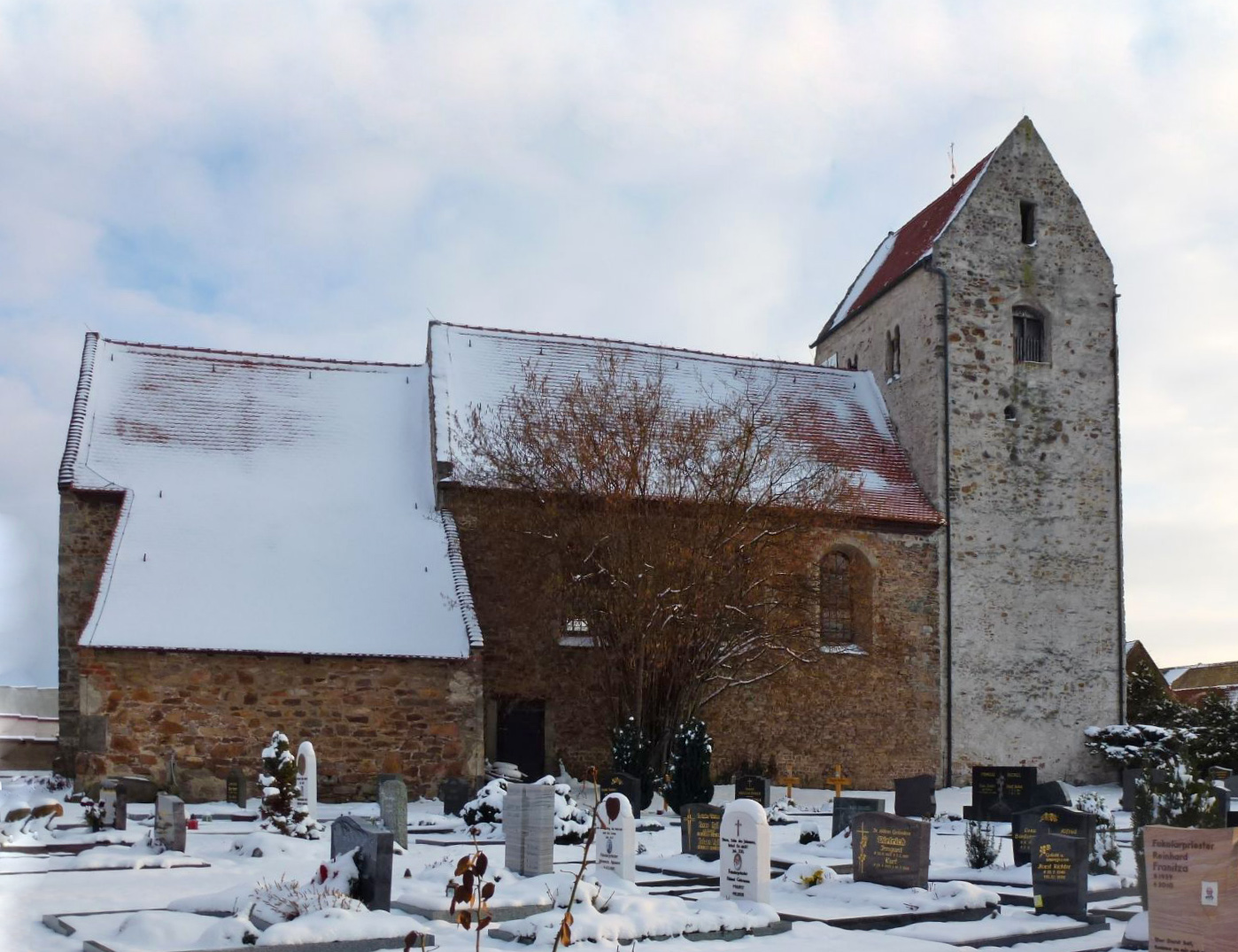
Evangelische Kirche St. Martin in Zwochau

Zwochau liegt ca. 20 km östlich der Stadt Halle (Saale) und 13 km südwestlich der Stadt Delitzsch. Die Bundesautobahn 9 verläuft westlich und ist über den Anschluss Wiedemar (ca. 3 km) erreichbar. Die Ortschaft wird durch die großen Tagebaurestlöcher des ehemaligen mitteldeutschen Braunkohlenreviers geprägt. So entstehen auf dem Gebiet der Ortschaft derzeit der Werbeliner See, der Grabschützer See und der Zwochauer See als Teil des neuen Mitteldeutschen Seenlandes.

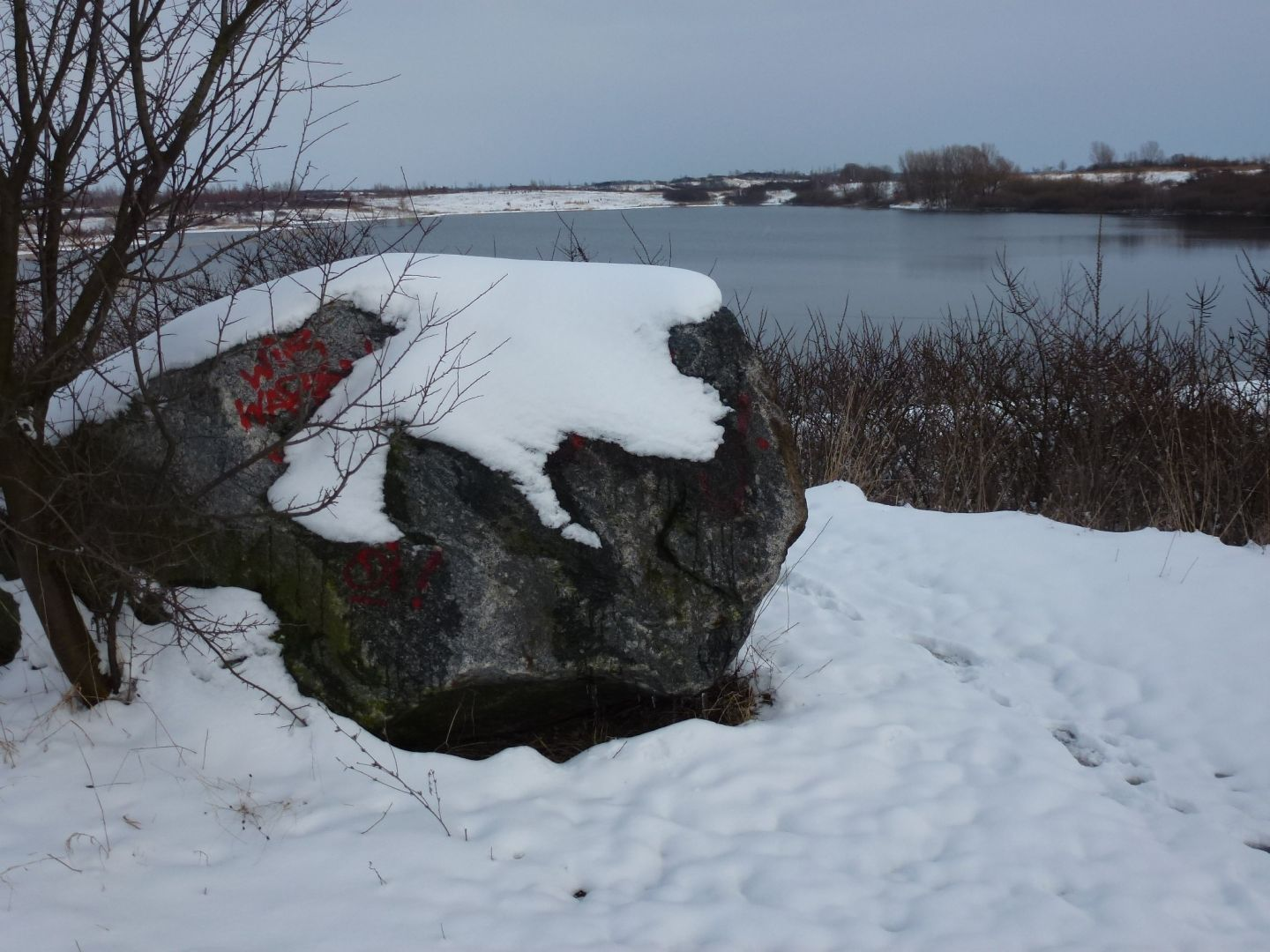
Zwochauer See

## Geschichte
Zwochau wurde erstmals im Jahr 1158 urkundlich erwähnt. Zwochau und seine späteren Ortsteile gehörten bis 1815 zum kursächsischen Amt Delitzsch.
Durch die Beschlüsse des Wiener Kongresses kamen die Orte zu Preußen und wurden 1816 dem Kreis Delitzsch im Regierungsbezirk Merseburg der Provinz Sachsen zugeteilt, zu dem sie bis 1952 gehörten.
Am 1. April 1936 wurden die Gemeinden Flemsdorf mit Ettelwitz und Schladitz nach Zwochau eingegliedert. Am 20. Juli 1950 folgte die Eingemeindung von Grebehna und Grabschütz, welches 1985 dem Braunkohletagebau zum Opfer fiel. Im Zuge der Kreisreform in der DDR von 1952 wurde Zwochau mit seinen Ortsteilen dem neu zugeschnittenen Kreis Delitzsch im Bezirk Leipzig zugeteilt, welcher 1994 im Landkreis Delitzsch aufging. Bis zum 31. Dezember 2012 war Zwochau eine eigenständige Gemeinde im Verwaltungsverband Wiedemar.
Am 1. Januar 2013 erfolgte der Zusammenschluss von Zwochau, Neukyhna und Wiedemar zur Einheitsgemeinde Wiedemar.

## Sehenswürdigkeiten

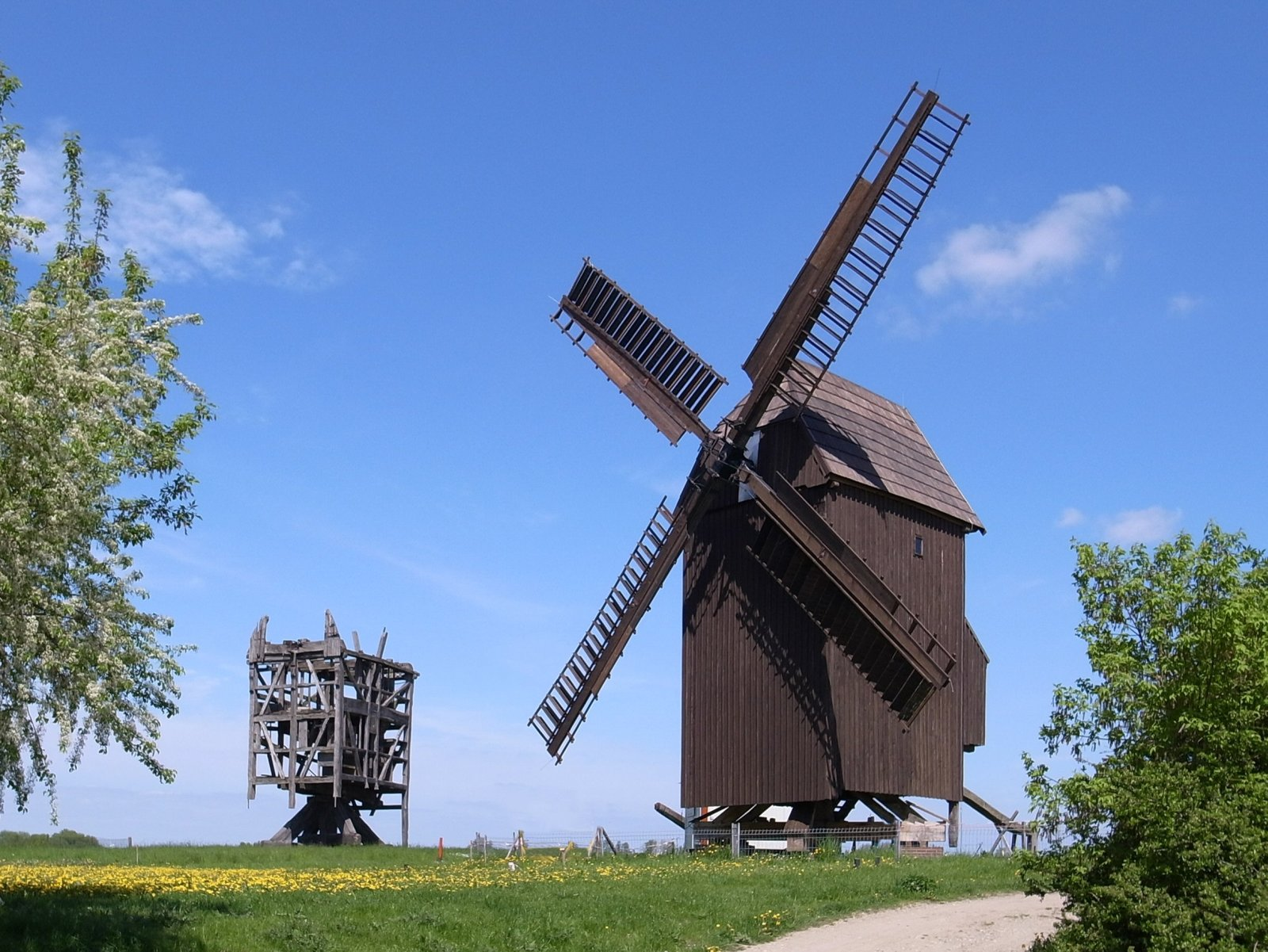
Zwochauer Bockwindmühle und Döblermühle

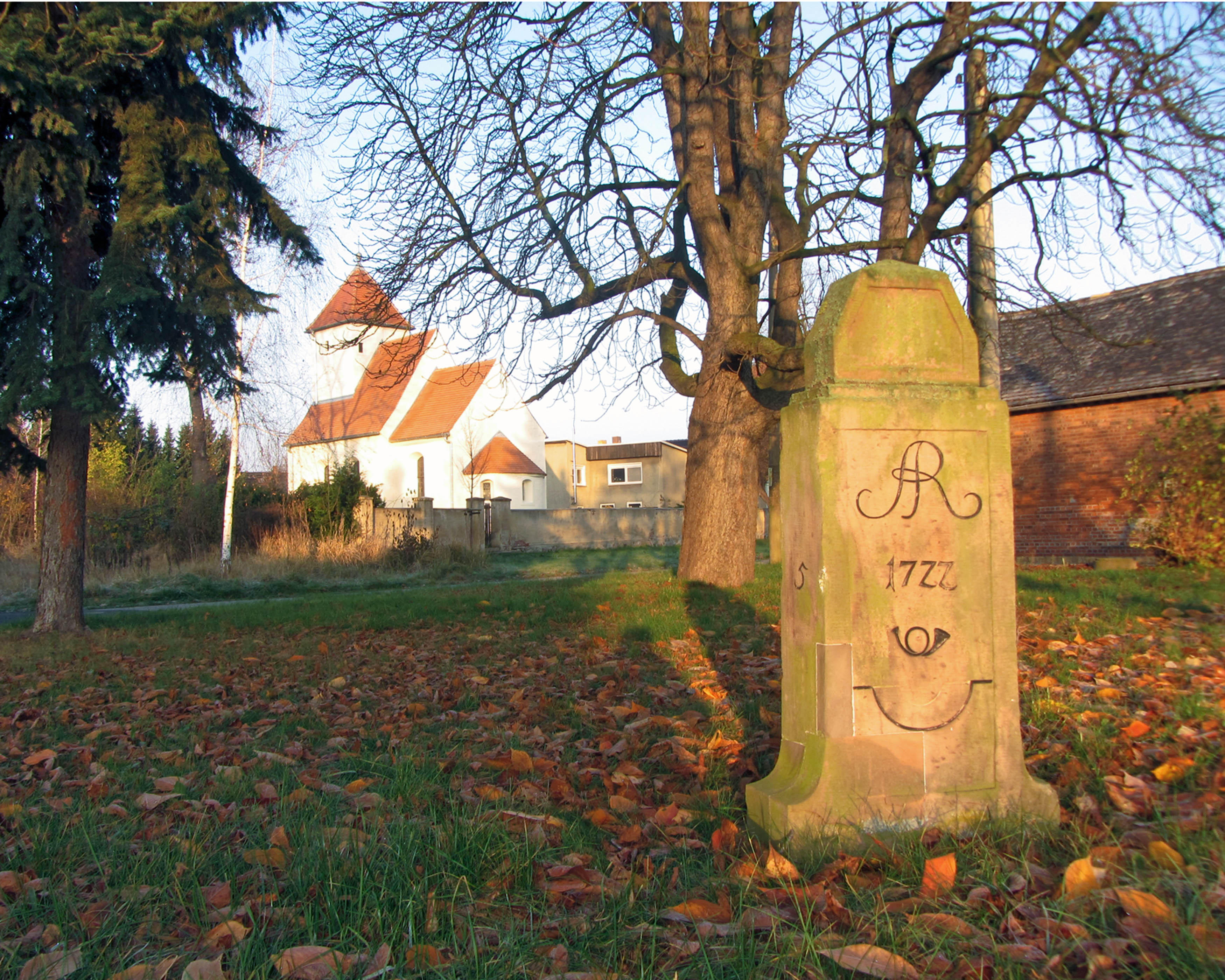
Viertelmeilenstein in Grebehna

- Mitteldeutsches Seenland, nördlich von Zwochau mit Grabschützer See und Zwochauer See
- ev. Kirche St. Martin, Zwochau
- kath. Kirche Heilige Dreifaltigkeit (ehemals Hl. Pius X.), Zwochau
- Viertelmeilenstein in Grebehna
- Denkmal für die Gefallenen des Ersten Weltkrieges

Neue Bockwindmühle: Bereits 1844 war das Grundstück (heute Am Sportplatz 5) Standort einer Bockwindmühle. Die jetzige Mühle stammt aus dem Jahr 1806 und hatte ihren Standort ursprünglich in Schkeuditz. Im Jahre 1930 wurde der Antrieb auf einen Dieselmotor umgestellt. Im Jahre 1936 kam zusätzlich ein Elektromotor hinzu. Die Mühle blieb bis 1956 in Betrieb. Eine umfassende Rekonstruktion erfolgte 1995. Da das Bauwerk jedoch dem Ausbau des Flughafens Leipzig/Halle im Weg stand, wurde die Mühle 2007 demontiert und nach Zwochau umgesetzt. Nach dem Wiederaufbau konnte sie zum 16. Deutschen Mühlentag 2009 als betriebsfähige Bockwindmühle wieder eingeweiht werden. Eine technische Besonderheit stellt das vorhandene seltene Schrägstockgetriebe dar.

## Infrastruktur

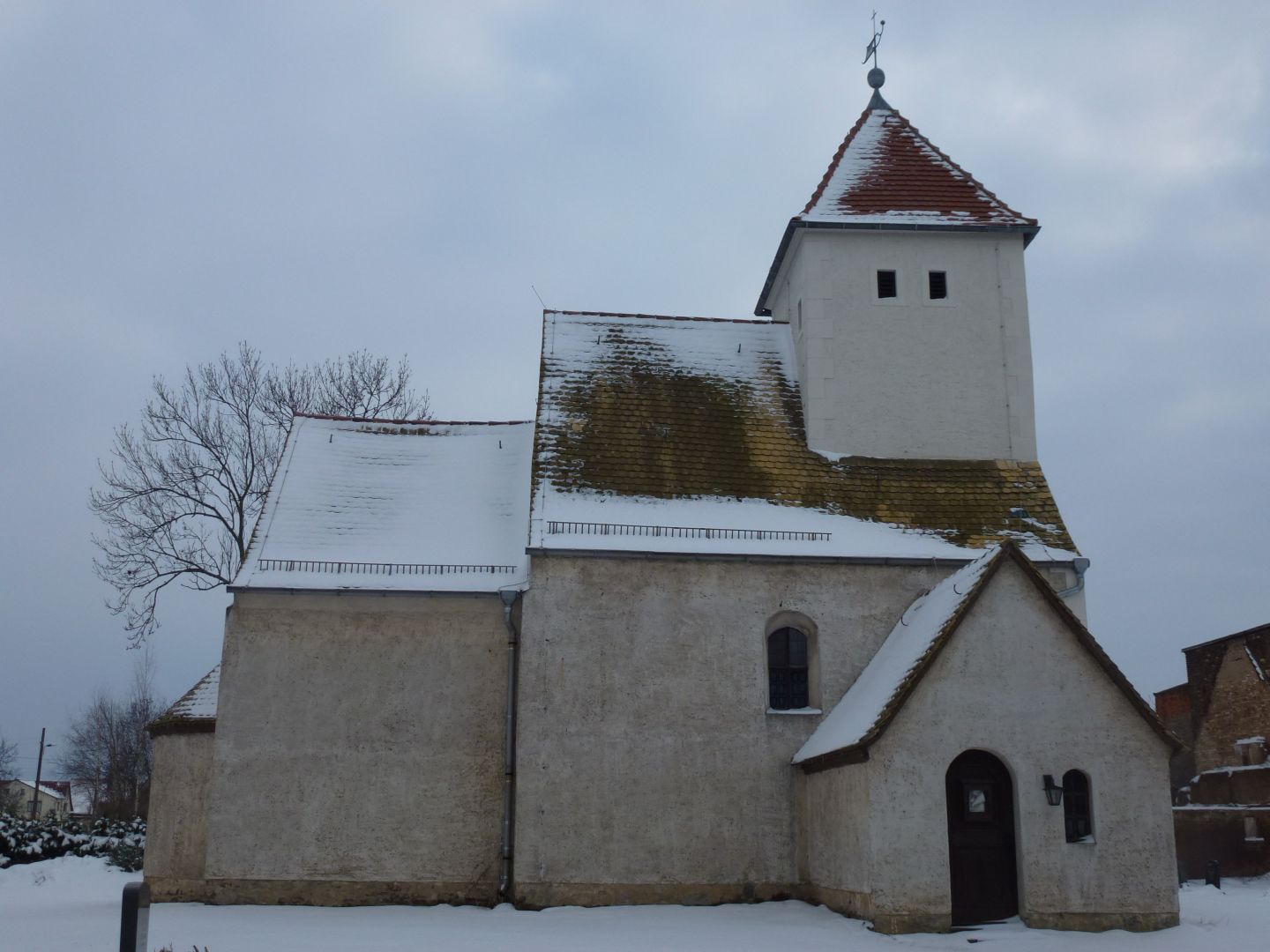
Kirche in Grebehna

Sowohl in Zwochau als auch in Grebehna gibt es eine evangelische Kirche. Die katholische Kirche in Zwochau wurde erbaut, weil sich infolge des Zweiten Weltkrieges katholische Heimatvertriebene im seit der Reformation evangelisch-lutherisch geprägten Zwochau niedergelassen hatten. Die 1956 eingeweihte Kirche trug zunächst das Patrozinium Pius X. Ab den 1990er Jahren wurde die Kirche von Delitzsch aus pastoral betreut, 2007 wurde sie der Fokolarbewegung übereignet. Nach einer unter Leitung des Architekten Elmar Paul Sommer aus Monschau durchgeführten Umgestaltung des Innenraumes wurde sie 2011 als Gotteshaus Heilige Dreifaltigkeit wieder in Betrieb genommen. Das benachbarte Fokolare-Begegnungszentrum Mariapolizentrum Einheit wurde 1978 als bischöfliches Bildungshaus St. Adalbert eingeweiht und ab 1996 von der Fokolarbewegung erweitert.
Die Sankt Martin Grundschule in Zwochau – pro Montessori ist eine staatlich anerkannte Ersatzschule.
Ein ehemaliger Pferdestall wurde zum Hotel Zum Gutshof umgebaut.

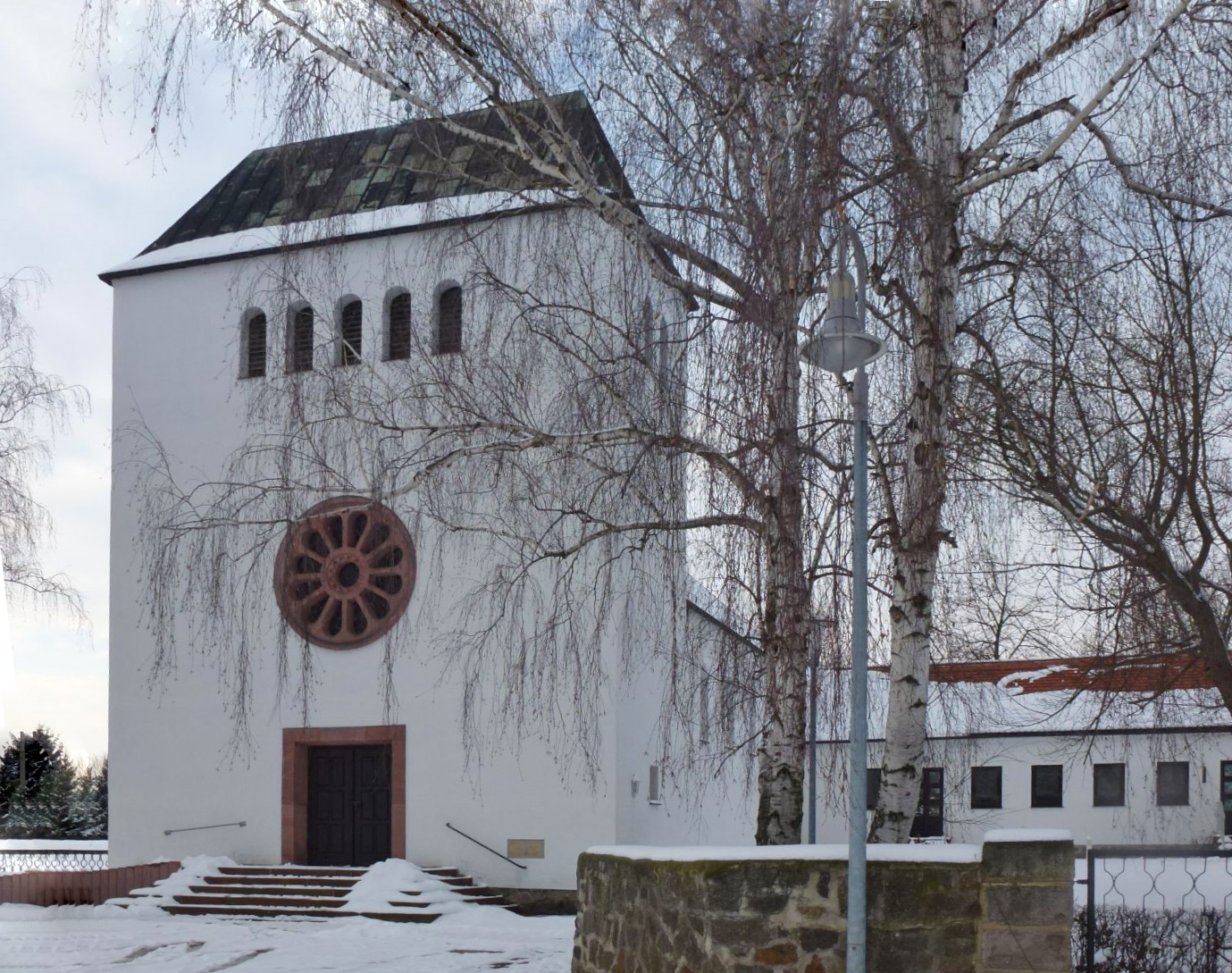
Katholische Kirche in Zwochau
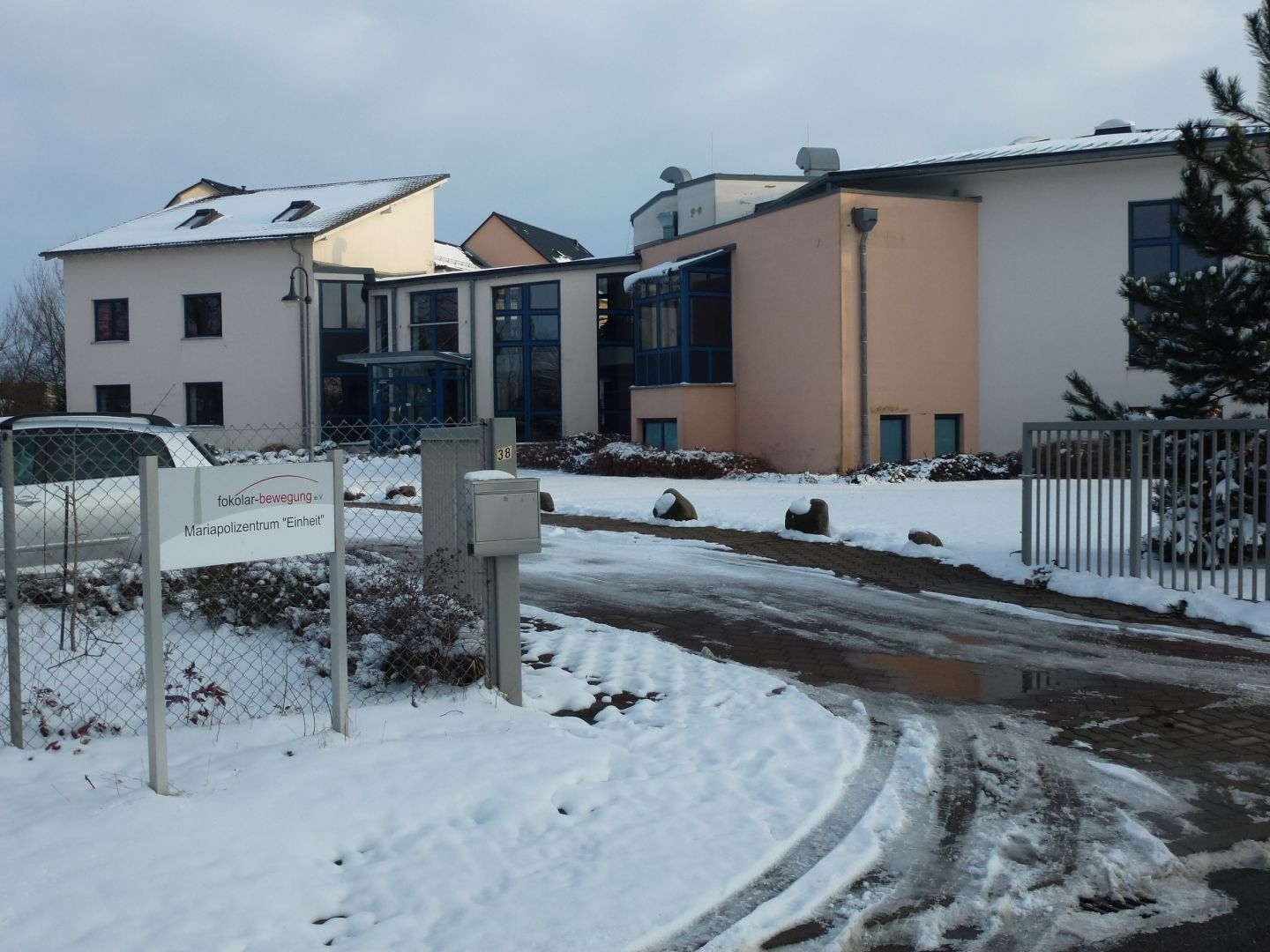
Mariapolizentrum
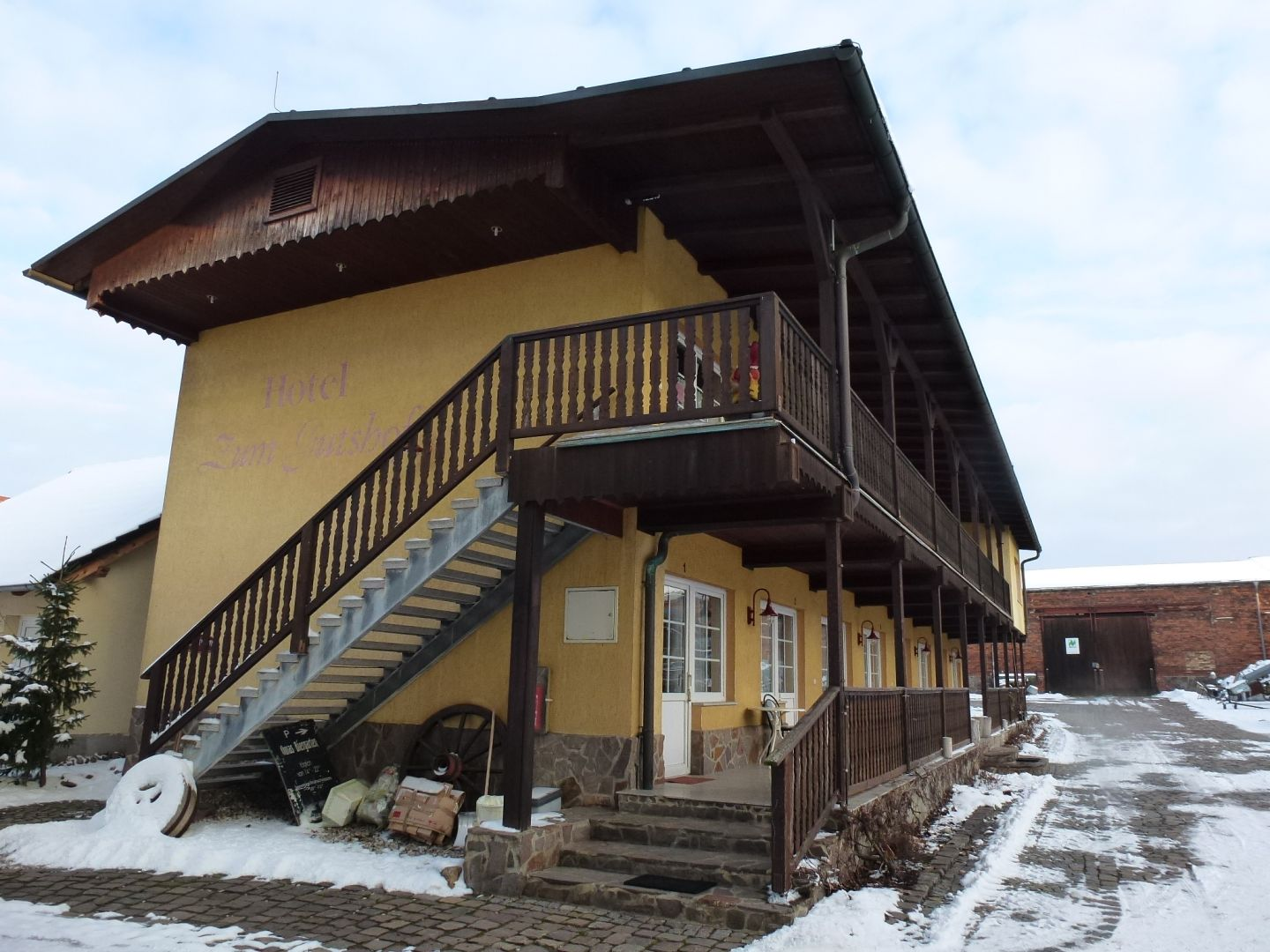
Hotel Zum Gutshof
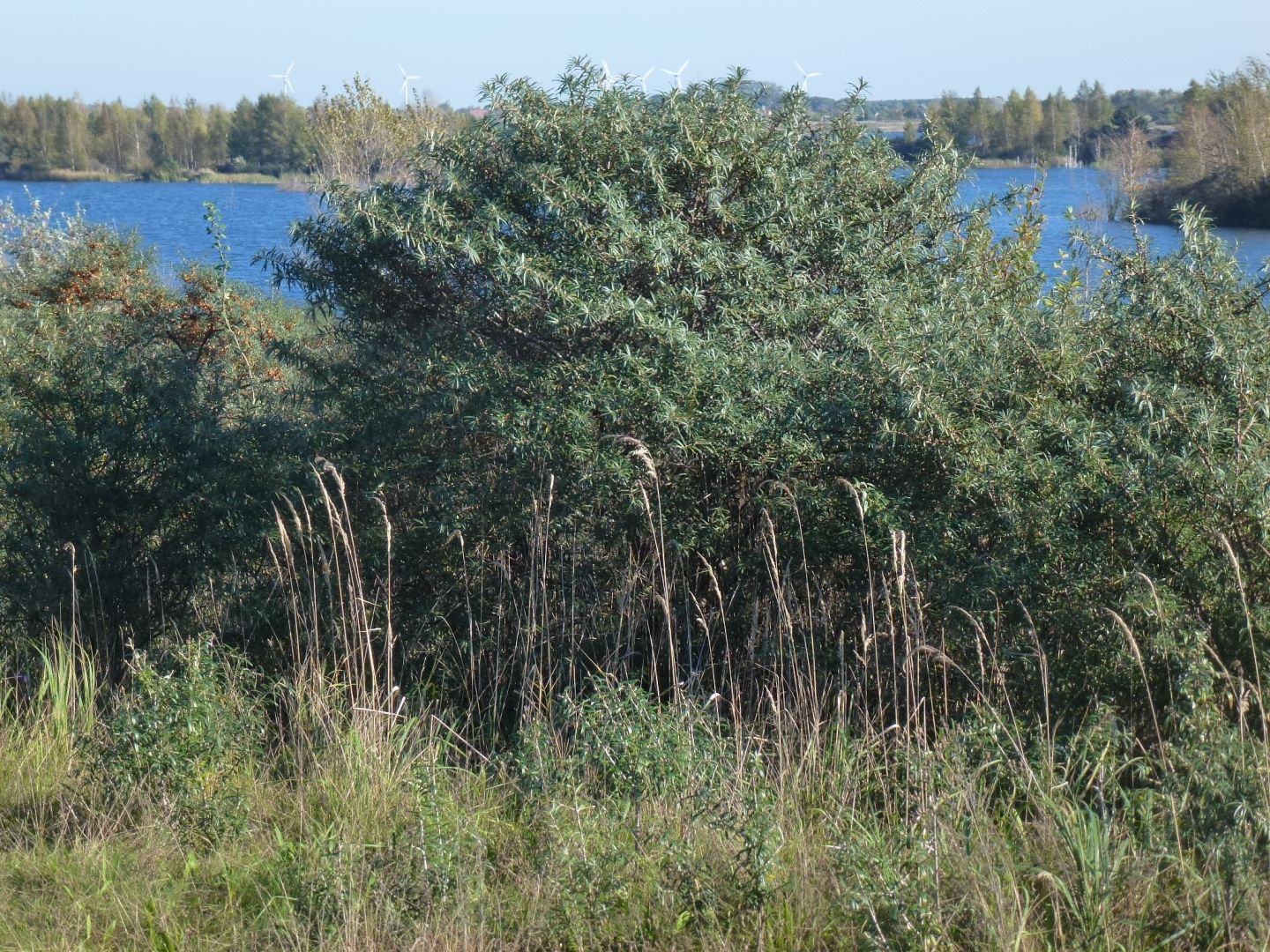
Werbeliner See

## Persönlichkeiten
- Johann Karl Kell (* 1693), Dichter geistlicher Lyrik und vermutlich identisch mit Le Pansiv, einem Verfasser derb-erotischer Gedichte
- Johann Friedrich Baltzer jun. (* 18. November 1801 in Hohenleina; † 22. Januar 1885 in Dresden), Pfarrer, Revolutionär (1848/49) und Literat, von 1833 bis 1849 Pfarrer in Zwochau
- Armin Baltzer (1842–1913), deutsch-schweizerischer Mineraloge und Geologe, in Zwochau geboren
- Erich Rudorffer (1917–2016), hochdekorierter Jagdflieger im Zweiten Weltkrieg